# Dao (Cápiz)
Pour les articles homonymes, voir Dao.
Dao est une municipalité de la province de Cápiz, aux Philippines. En 2015, la localité compte 32 496 habitants.